# Кьярелли, Бернар
Бернар Кьярелли (фр. Bernard Chiarelli; 24 февраля 1934, Валансьен — 17 ноября 2024, Сен-Сольв) — французский футболист, полузащитник.

## Карьера

### Клубная карьера
Дебютировал в футболе на профессиональном уровне в 1952 году в составе клуба «Валансьен», в котором провёл шесть сезонов. В 1958—1959 годах выступал за «Ланс».
В 1959 году перешёл в «Лилль» и отыграл за команду следующие три сезона своей игровой карьеры.
Завершил карьеру футболиста в «Седане» в 1963 году.

### Карьера в сборной
В 1958 провёл свой единственный матч в составе национальной сборной Франции. Был в составе сборной на чемпионате мира в Швеции, но не принял участие ни в одном матче.

### Смерть
Скончался 17 ноября 2024 года на 91-м году жизни.